# 埃特納 (內華達州林肯縣)
埃特納（英語：Etna）是位於美國內華達州林肯縣的鬼鎮。

## 地理
埃特納所處的海拔為高於海平面1289米（即4229英呎），而該地所採用的時區為UTC-8，即太平洋时区（PST）。同時該地設有夏令時間，為UTC-8調快一小時，即UTC-7（PDT）。